# Bharmour

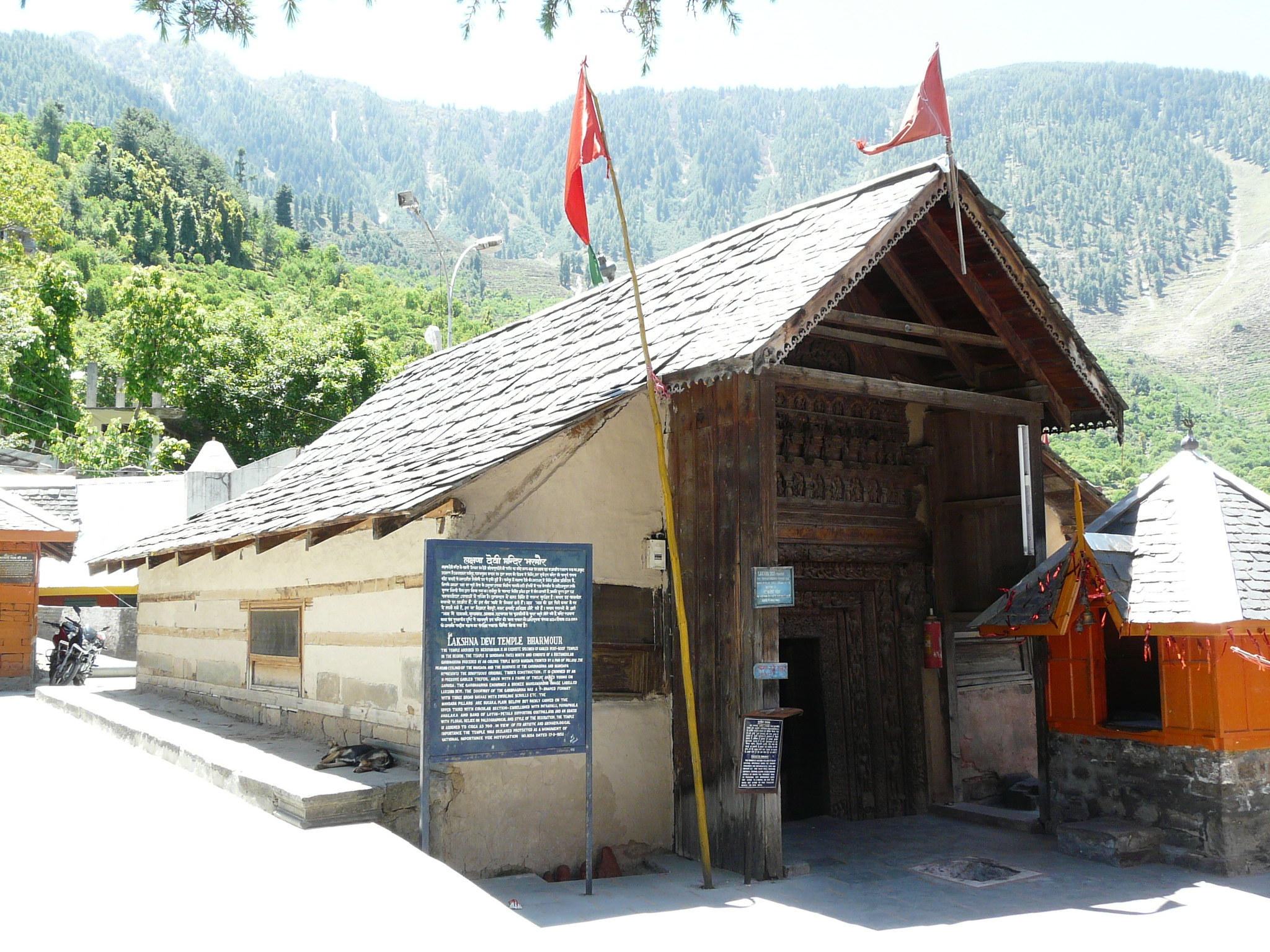
Lakshana-Devi-Tempel

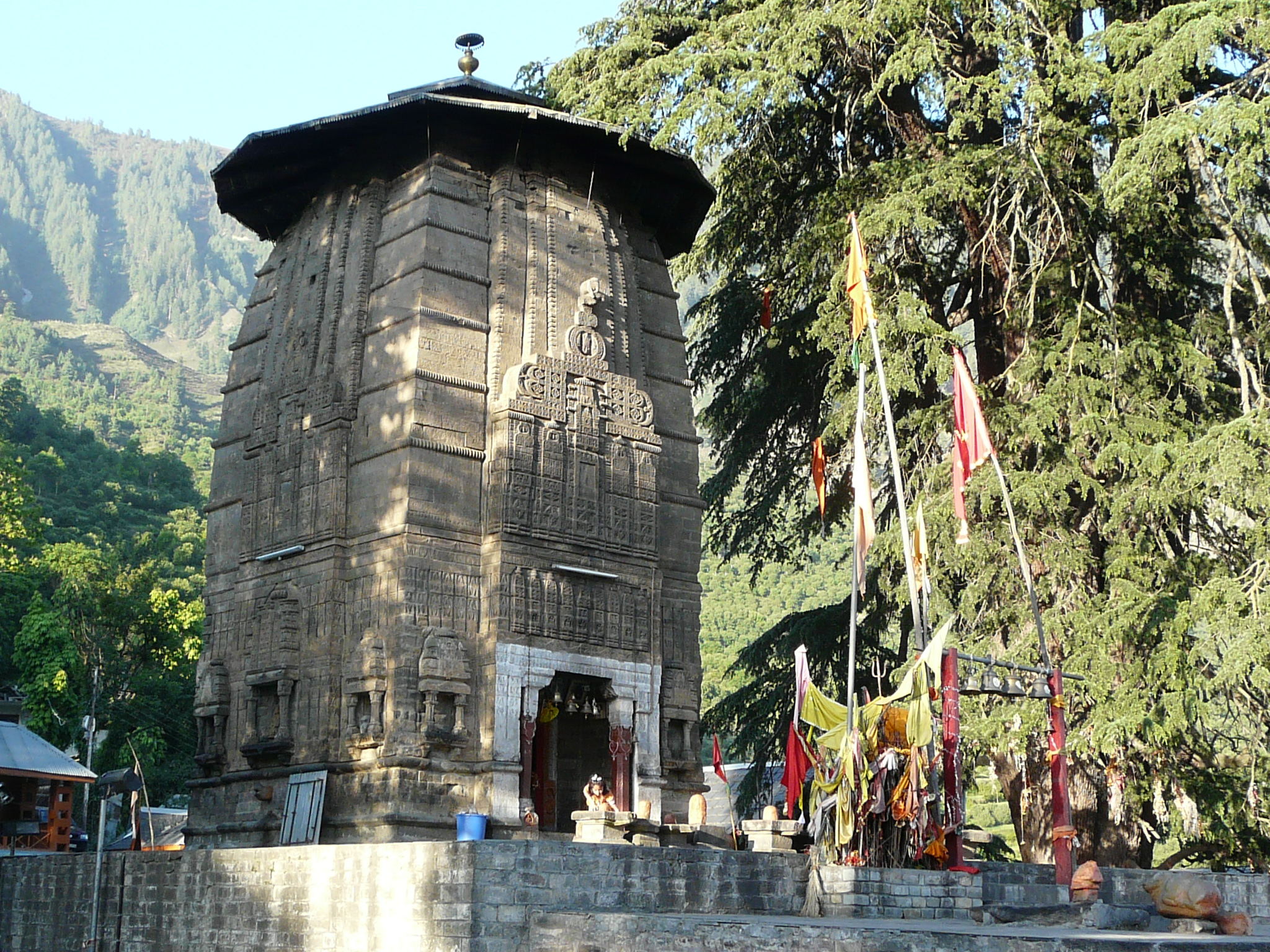
Manimahesh-Tempel

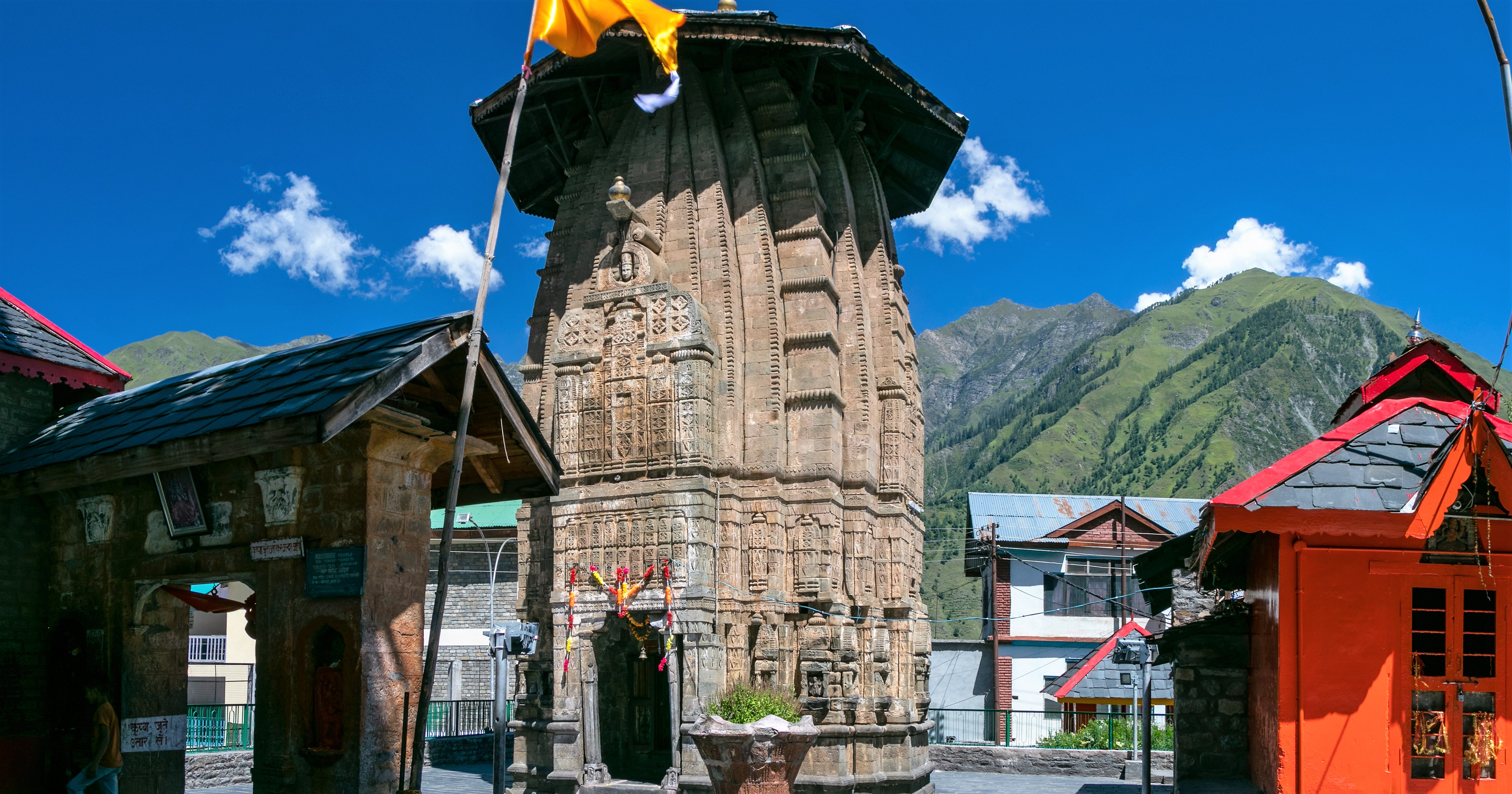
Narasimha-Tempel

Bharmour (ehemals Brahmpura Hindi भरमौर) ist ein nur ca. 1500 Einwohner zählender Berg- und Pilgerort mit mehreren alten Hindutempeln nahe dem Manimahesh Kailash im Distrikt Chamba im nordindischen Bundesstaat Himachal Pradesh.

## Lage
Die ca. 2200 m hoch gelegenen Gebirgsorte Bharmour und Hadsar sind mit dem Bus oder einem PKW/Taxi von Westen (Dalhousie) über eine ca. 100 km lange Straße zu erreichen; Bharmour liegt etwa 12 km (Luftlinie) nordwestlich des Gipfels des Manimahesh Kailash. Es gibt auch einen Hubschrauberlandeplatz; der nächstgelegene Flughafen befindet sich bei Kangra.

## Bevölkerung
Im Pilgerort Bharmour leben beinahe nur Hindus; der männliche Bevölkerungsanteil ist ca. 10 % höher als der weibliche.

## Wirtschaft
Der Ort lebt nahezu ausschließlich vom Berg- und Pilgertourismus, wobei Inder gegenüber ausländischen Touristen deutlich in der Mehrzahl sind. Der Anbau von Getreide und die Viehzucht sind von untergeordneter Bedeutung.

## Geschichte
Der Ort Brahmpura war vom 6. Jahrhundert bis zum Jahr 920 Hauptort des Chamba-Reiches. Eine Inschrift im Lakshana-Devi-Tempel erwähnt den Herrschernamen Meru Varman und ist wahrscheinlich noch um das Jahr 700 zu datieren.

## Sehenswürdigkeiten
- Wichtigste Sehenswürdigkeit des Ortes ist der mehrere Einzeltempel umschließende Chaurasi-Tempelkomplex. Hier ragen vor allem der im 7. Jahrhundert mit einem feingearbeiteten, teilweise figürlichen Holzportal versehene insgesamt eher hausähnliche Lakshana-Devi-Tempel und die deutlich späteren Manimahesh- und Narasimha-Steintempel heraus, die den hinduistischen Hauptgöttern Shiva und Vishnu geweiht sind.

Umgebung
- Ca. 4 km südlich liegt der Bharmani-Devi-Tempel, der einst zum Garten der Göttin (devi) Bharmani gehört haben soll.
- Zahlreiche weitere Tempel finden sich in der Umgebung.
- Der in einer Höhe von ca. 4000 m gelegene und als heilig verehrte Manimahesh-See befindet sich knapp 30 km nordöstlich und ist das Ziel einer alljährlich in den Monaten August/September stattfindenden Pilgerfahrt (yatra).